# 近藤啓吾
近藤 啓吾（こんどう けいご、1921年（大正10年）12月28日 - 2017年（平成29年）12月25日）は、日本の崎門学者。金沢工業大学教授。字は子発。号は紹宇、靖献書屋主人、拾穂書屋主人。
平泉澄の指導を受け、崎門学派の内田周平・岡直養に師事。日本学協会・藝林会・神道史学会・神道宗教学会に所属。

## 経歴
1921年（大正10年）、近藤保二郎（東京高等女学校教頭、松平慶民子爵家の家庭教師）の長男として、静岡県に生まれる。
1940年（昭和15年）3月、旧制麻布中学校卒業。同年4月、大東文化学院本科入学。1942年（昭和17年）10月、大東文化学院本科卒業、大東文化学院高等科入学。内田周平に入門。山崎闇斎の学問の継承を、生涯の業と決意する。1943年（昭和18年）12月、入営のため一時休学するが、1946年（昭和21年）に卒業。
1947年（昭和22年）、麻布学園教諭。1971年（昭和46年）、学校騒動の悪化により退職。1972年（昭和47年）、開成学園漢文講師。1987年（昭和62年）、退職。
1974年（昭和49年）、金沢工業大学教授。1983年（昭和58年）、金沢工業大学明倫館教授。2012年（平成24年）、退官。
1985年（昭和61年）4月から1995年（平成7年）3月まで國學院大學兼任講師（1989年（平成元年）より大学院）。
2017年（平成29年）、死去。

## 著書

### 単著
- 『近世日本国民史に学ぶ』（蘇峰会 1969年）
- 『浅見絅斎の研究』（神道史学会叢書7 神道史学会 1970年6月、増訂1990年6月）
- 『解説・宋名臣言行録』（内外ニュース 1972年11月）
- 『若林強斎の研究』（神道史学会叢書10 神道史学会 1979年3月）
- 『古書先賢』（私家版 1982年6月）
- 『山崎闇斎の研究』（神道史学会叢書13 神道史学会 1986年7月）
- 『靖献遺言講義』（国書刊行会 1987年9月）
  - 『靖献遺言』（講談社学術文庫 2018年12月。解説松本丘）
- 『講学五十年』（近藤啓吾先生古稀記念出版会 1990年6月）
- 『儒葬と神葬』（国書刊行会 1990年8月）
- 『続・山崎闇斎の研究』（神道史学会叢書15 神道史学会 1991年2月）
- 『神葬祭への道』（神社本庁研修ブックレット5 神社本庁研修所 1993年4月）
- 『続々・山崎闇斎の研究』（神道史学会叢書16 神道史学会 1995年4月）
- 『続・若林強斎の研究』（臨川書店 1997年5月）
- 『紹宇存稿・垂加者の思ひ』（国書刊行会 2000年6月）
- 『小野鶴山の研究』（神道史学会叢書19 神道史学会 2002年4月）
- 『紹宇歌稿』（私家版 2002年4月）
- 『四礼の研究・冠婚葬祭儀礼の沿革と意義』（臨川書店 2003年5月）
- 『「春秋胡氏伝」を読む』（私家版 2003年6月）
- 『紹宇文稿』（私家版 2005年5月）
- 『崎門三先生の学問・垂加神道のこころ』（皇學館大學出版部 2006年5月）
- 『吉田松陰と靖獻遺言』（錦正社 2008年4月）
- 『續紹宇文稿』（私家版 2010年5月）
- 『近藤重蔵とその時代』（私家版 2010年10月）
- 『若林強斎先生』（私家版 2010年5月）
- 『遺芳千載』（私家版 2013年10月）
- 『續々紹宇文稿』（私家版 2012年4月）
- 『三續紹宇文稿』（私家版 2013年1月）
- 『四續紹宇文稿』（私家版 2013年7月）

### 編著
- 吉田松陰 『講孟箚記・全訳註』講談社学術文庫（上・下） 1979年11月-1980年10月
- 『垂加神道』（上・下）、神道大系編纂会 1978年12月-1984年3月
- 『随筆百花苑・在臆話記』（上・下）、中央公論社 1980年7月-9月
- 『浅見絅齋集』 国書刊行会 1989年7月

## 論文
- 解説『乃木大将と日本人』（スタンレー=ウォシュバン原著・目黒真澄訳、講談社学術文庫 講談社 1980年1月）
- 「山崎闇斎の研究に志す学徒に贈る辞」（神道史研究 2000年4月）